# Maz Kanata
Maz Kanata är en fiktiv karaktär i filmserien Star Wars. Hon spelas av Lupita Nyong'o.
Maz är en kortväxt rymdvarelse, tidigare rymdpirat, som håller hov i ett gammalt slott på planeten Takodana. Hennes slott fungerar som en slags mellanstation för de som vill söka sig längre in i civiliserade områden eller längre ut till gränsplaneterna.
Maz står i förbindelse med kraften, men har aldrig frestats att bli en jediriddare.
Maz första framträdande var i Star Wars: The Force Awakens. Nästa gång hon syns på film blir i Star Wars: The Last Jedi som har premiär 15 december 2017.